# 영원한 것은 없다
《영원한 것은 없다》(영어: Nothing Lasts Forever)는 미국의 작가인 시드니 셸던이 1994년에 발표한 스릴러 의학 소설이다. 1995년 11월 5일에는 CBS가 이 소설을 원작으로 한 2부작 텔레비전 영화 《영원한 것은 없다》를 방영했다.

## 줄거리
1990년대 초반에 미국 샌프란시스코에 위치한 엠바카데로 카운티 병원(Embarcadero County Hospital)에서 근무하던 3명의 여자 의사인 페이지 테일러(Paige Taylor), 케이트 "캣" 헌터(Kate "Kat" Hunter), 베티 루 "허니" 태프트(Betty Lou "Honey" Taft)는 남자들이 지배하는 사회에서 자신을 증명하려고 애를 쓰고 있다. 이들은 같은 병원에서 근무하면서 서로를 알게 되었고 나중에 친한 친구가 된다. 이들은 서로 다른 자신만의 이야기를 갖고 있는데 각각의 이야기들은 서로 연결되어 있고 얽혀 있다. 그러던 어느 날 병원에서 갑자기 일어난 혼란으로 인해 3명의 여자 의사는 서로 다른 운명을 맞게 된다.
세계적인 심장 전문의인 로런스 바커(Lawrence Barker)의 제자이기도 한 의사인 페이지 테일러는 어린 시절에 남자친구와 사랑에 빠졌지만 남자친구는 다른 여자와 결혼하면서 페이지 테일러의 마음을 아프게 한다. 페이지 테일러는 건축가인 나중에 제이슨 커티스(Jason Curtis)와 사랑에 빠지게 된다. 그러던 중에 병원에 입원하고 있던 말기 암 환자인 존 크로닌(John Cronin)의 암이 전이되어 더 이상 회복할 기미가 없게 되자 존 크로닌을 안락사시켰는데 법원으로부터 살인 혐의로 기소되어 사형에 처해지게 된다.
흑인 의사인 케이트 헌터는 어린 시절에 계부로부터 강간을 당했고 임신하던 동안에는 다른 곳으로 도망쳤던 아픈 과거를 갖고 있었기 때문에 남자와의 접촉을 피하고 있었다. 그러던 중에 같은 병원에서 일하던 남자 의사인 켄 멀로리(Ken Mallory)가 케이트 헌터를 구하기 위해 내기를 했는데 케이트 헌터는 모르는 척하고 켄 멀로리와 함께 지낸다. 켄 멀로리는 거액의 판돈이 오가는 위험한 수준의 도박을 했는데 케이트 헌터가 임신을 했다는 사실을 알고 케이트 헌터를 살해해 버린다.
미모를 가진 의사인 베티 태프트는 사회적으로 성공한 집안에서 태어났지만 수줍음이 많고 내성적인 성격을 갖고 있었다. 어린 시절에는 간호사가 되기를 원했지만 부모의 강요 때문에 의사로 근무하게 된다. 베티 태프트는 타인을 기쁘게 하고 싶은 욕망 때문에 타인을 유혹하는 수법을 사용하게 된다. 특히 교수를 유혹해서 성적을 올렸고 나중에 엠바카데로 병원에서 근무하게 된다. 하지만 그가 갖고 있던 지식과 기술이 부족했기 때문에 동료들로부터 따돌림을 당하게 되고 나중에 개인적인 심리 불안에 시달리게 된다. 결국 베티 태프트는 세상의 혼란을 끝내기 위해 병원을 폐쇄해 버린다.